# Hojjatollah Vaezi
Hojjatollah Vaezi (* 27. März 1977) ist ein iranischer Bogenschütze und Teilnehmer an  den Olympischen Sommerspielen 2008 in Peking. Er war 2008 der einzige Repräsentant seines Landes in seiner Sportdisziplin.
Beim Ranking in der Vorrunde belegte Vaezi den 63. Platz. Er schied in der darauf folgenden Runde gegen seinen indischen Mitstreiter Mangal Singh Champia, der auf Rang 2 platziert war, mit 112-98 aus.